# Максименко, Андрей Александрович
Андрей Александрович Максименко (род. 7 декабря 1969, Черкассы) — украинский шахматист, гроссмейстер (1995). Тренер ФИДЕ.

## Биография
Первых успехов добился в начале 1990-х. В составе сборной Украинской ССР победитель 19-го первенства СССР между командами союзных республик (последнего в истории страны). Также получил золотую медаль в индивидуальном зачёте, показав лучший результат на 6-й доске.
На чемпионате Украины 1992 разделил 3-5 места с М. Голубевым и Ю. Круппой, заняв по дополнительным показателям 4 место в турнирной таблице.
В 1993 году разделил 1-е место в Люблине, в 1994 году разделил 2—3-е места (после Дьюлы Сакса) в Каттолике). В 1995 году добился серии успехов: одержал личную победу на круговом турнире в Ольборге (опередил Михаила Красенкова и Андрея Ковалёва), занял 2-е место на турнире в Копенгагене (уступил Петеру Леко, опередил Виктора Москаленко, Игоря Глека, Йожефа Пинтера, Курта Хансена и Йонни Гектора), а также выиграл во Львове турнир с Дорианом Рогозенко. В 1996 году победил в Шенеке (опередив Роберта Кучиньского и Генрика Теске в турнире B), в 1997 году разделил 1-е место на мемориале Эмануила Ласкера в Барлинеке (с Мареком Оливой, Александром Червонским и Младеном Муше). В 1999 году занял 2-е место во Львове (после Александра Мотылёва), через год там же поделил 1-е место с Александром Черниным).
В 2001 году победил на турнире в Милане с Синишей Дражичем, а также выиграл ещё один турнир во Львове. В 2002 году разделил в Лигнице 1-е место со Станиславом Завадским, через год в Братто повторил успех с Дьюлой Саксом. В 2004 году одержал личные победы в двух турнирах в польских Новом-Торге и Барлинеке (мемориал Эмануила Ласкера). В 2006 году с Якубом Чаконом выиграл турнир в Герлице. В 2009 году занял 2-е место (после Виктора Эрдёша) в Берлине, в 2013 году с Владимиром Маланюком разделил победу в Лигнице на Кубке Дольношлёнского воеводы.
Участник клубных чемпионатов Украины, Польши, Чехии, Словакии, Боснии и Герцеговины. Лучшие результаты:
- золотая медаль в команде «Slovan Gemer Rimavská Sobota» и «серебро» в индивидуальном зачёте (Словакия, 1995);
- серебряная медаль в команде «Карпатия-Галиция 1» (Украина, 2002);
- 2 медали в индивидуальном зачёте в команде «ŻTMS Baszta Żnin» (Польша) — серебряная (2015) и бронзовая (2013);
- бронзовая медаль в индивидуальном зачёте в команде «Napredak Bugojno» (Босния и Герцеговина, 2003).

В составе различных украинских команд участник кубков европейских клубов (2002, 2008).
Высшее достижение: 2559 баллов в рейтинге ФИДЕ (1 ноября 2011, 33-е место среди украинских шахматистов).

## Таблица результатов
| Год  | Город | Турнир                                            | + | − | = | Результат | Место |
| ---- | ----- | ------------------------------------------------- | - | - | - | --------- | ----- |
| 1991 | Азов  | Первенство СССР между командами союзных республик | 6 | 0 | 2 | 7 из 8    | 1 1   |
|      |       |                                                   |   |   |   | из        |       |

| Графики недоступны из-за технических проблем. См. информацию на Фабрикаторе и на mediawiki.org. |